# مسمقار
مسمقار أو مِسْمَقرَان أو زَرَاوَند أزغب هو نوع من النباتات المزهرة من جنس زراوند في الفصيلة الزراوندية. أوراقه قلبية ذلقة الزام (الربع) الأخير. مهدها جنوب شرق وجنوب وسط الولايات المتحدة. الاسم الشائع للمصنع هو غليون هولندي صوفي لأن الزهرة تشبه ظاهريًا غليون التدخين الهولندي.